# L'infedeltà delusa
L'infedeltà delusa (Otroheten överlistad) är en opera (Burletta per musica) i två akter med musik av Joseph Haydn och libretto av Marco Coltellini och Carl Friberth.

## Historia
Operan skrevs för att fira prinsessan Maria Anna Louise Esterházys namnsdag den 26 juli 1773 på Eszterházypalatset. Föreställningen följdes av en maskeradbal och dagen därpå ett fyrverkeri. En månad senare gjorde kejsarinnan Maria Teresia av Österrike sitt första och enda besök till palatset. L'infedeltà delusa framfördes under hennes första kväll där (31 augusti). Senare sa hon att "Om jag vill höra bra opera reser jag till Esterháza", en kommentar som indikerar det ungerska hovets höga standard i jämförelse med den i Wien. Trots de fina vitsorden föll operan snabbt i glömska och låg ospelad fram till 1960-talet.
Svensk premiär den 13 juni 1962 på Drottningholms slottsteater.

## Personer
- Vespina, en ung kvinna, syster till Nanni, förälskad i Nencio (sopran)
- Nanni, en bonde, förälskad i Sandrina (bas)
- Sandrina, en enkel flicka, förälskad i Nanni (sopran)
- Filippo, en gammal bonde, Sandrinas fader (tenor)
- Nencio, en välbärgad bonde (tenor)

## Handling

### Akt I
Filippo och hans granne Nencio arrangerar bröllop mellan Filippos dotter Sandrina och Nencio. Trots att hon älskar Nanni låtsas hon gå med på faderns vilja. När Sandrina berättar nyheten för Nanni blir han rädd och sårad, medan Nannis syster Vespina tror sig förlora Nencio som hon älskar. Nencio sjunger en serenad för Sandrina och lovar att föra bort henne med våld om det skulle bli nödvändigt. Sandrina bannar honom och Vespina ger honom en örfil.

### Akt II
Utklädd till en gammal kvinna berättar Vespina för Filippo att hon letar efter sin dotters make Nencio. Filippo och Sandrina blir förfärade. Vespina går sedan till Nencio och utger sig vara ett sändebud från en markis som ämnar äkta Filippos dotter. Nencio konfronterar Filippo just som "markisen" (Vespina igen) anländer och förklarar att då Sandrina är av lägre börd ska hon gifta sig med en av hans tjänare istället. Nanni, utklädd till tjänare, gifter sig med Sandrina. Filippo tvingas acceptera faktum då sanningen uppdagas. Operan slutar med en dubbelhyllning då även Vespina och Nencio gifter sig.